# 99ep
『99ep』（きゅうじゅうきゅうイーピー）は、日本のロックバンド・スピッツの3曲入りEP。規格は12cmCD。1999年1月1日にポリドールより発売された。

## 概要
全曲セルフプロデュースによりレコーディングされた。1998年のツアー『SPITZ JAMBOREE TOUR '98 "fake fur"』からサポートキーボードを担当しているクジヒロコがレコーディングに初参加した。
草野は「いい意味で、遊び感覚みたいなとこもあったし」田村は、「アレンジとかにしても細かく詰めることより勢い優先、その場の雰囲気で録っちゃおうと」と語っている。
オリコン上はメンバーの意向により、アルバム扱いとなっている。
収録された3曲は、リリースを前提としてレコーディングされたものではない。後に草野はこのCDについて「中途半端な作品となってしまった」と語っている。本作以降、海外でのレコーディングも含め、セルフプロデュースでリリースを前提としないレコーディングが続くが、それらは主にシングルのカップリングに収録されるようになる。それらの楽曲と共に、2004年発売のスペシャルアルバム『色色衣』に3曲が収録されたのを期に、本作は廃盤となった。
草野は本作のタイトルの意味について、「特にここに収められた3曲には同等の力関係をもたせたかったから、1曲だけを選んでそのタイトルをつけたくなかったんです。それにepって外タレのマキシシングルのタイトルについてたりするでしょ。単純にそういうのもカッコイイかなと思って『99ep』にしました」と語っている。
ジャケットに使用されている絵画は、歌川広重の「月に雁」と、葛飾北斎の「凱風快晴」。
初回盤のみ3面デジパック仕様。『おみくじ』と『特製ステッカー』が封入されている。

## 収録曲
| 全作詞・作曲: 草野正宗、全編曲: スピッツ & クジヒロコ。 |                            |          |            |      |
| #                                                       | タイトル                   | 作詞     | 作曲・編曲 | 時間 |
| 1.                                                      | 「ハイファイ・ローファイ」 | 草野正宗 | 草野正宗   | 2:23 |
| 2.                                                      | 「魚」                     | 草野正宗 | 草野正宗   | 4:00 |
| 3.                                                      | 「青春生き残りゲーム」     | 草野正宗 | 草野正宗   | 4:36 |
| 合計時間:                                               | 合計時間:                  | 10:59    |            |      |

### 楽曲解説
1. ハイファイ・ローファイ
  - 1998年のツアー『JAMBOREE TOUR '98 “fake fur”』で披露されていた曲。
  - エンジニアは『空の飛び方』からの付き合いである宮島哲博。
  - 本来はパンキッシュなイメージでレコーディングする予定だったという[3]。
2. 魚
  - 水をイメージしたサウンドメイキングをしている。
  - エンジニアは、インディーズの頃からの付き合いである牧野英司。
  - 草野は、人間という脊椎動物の基本を魚と考えており、「人が魚というテーマで曲をつくりたいなという気持ちもあったんですよ。そういう意味では深海というか、海の底にへばりついて生きてるみたいな感じかな」と語っている[2]。
  - 2003年のBS-TBSドラマ『恋する日曜日』セカンドシリーズ第5話「魚」の主題歌。
3. 青春生き残りゲーム
  - この曲も『JAMBOREE TOUR '98 “fake fur”』で披露されていた曲。
  - エンジニアは宮島哲博。
  - 草野が発売前年の夏にAC/DCを聴いており、リフが若干AC/DCの楽曲と似た雰囲気になったとのこと[2]。
  - 三輪テツヤのリードボーカルでレコーディングもされたが、そちらは未発表。仮タイトルは「キルト」。

## 演奏
全曲（特記以外）
- 草野マサムネ：Vocals, Guitars
- 三輪テツヤ：Guitar
- 田村明浩：Bass Guitar
- 﨑山龍男：Drums
- クジヒロコ：Keyboards